# Бэррон, Дана
Дана Бэррон (англ. Dana Barron; род. 22 апреля 1966, Нью-Йорк, Нью-Йорк) — американская актриса. Бэррон наиболее известна по своей роли дочери героев Беверли Д’Анджело и Чеви Чейза в кинофильме 1983 года «Каникулы». После этого она два года снималась в мыльной опере «Одна жизнь, чтобы жить».
Бэррон также известна по своей роли в телесериале «Арбалет», в котором она снималась в 1987—1989 годах и ролям второго плана в фильмах «Помогите нам, небеса», «Жажда смерти 4: Разгром» и «Отель разбитых сердец». Кроме этого, она появилась в десяти эпизодах сериала «Беверли-Хиллз, 90210» в 1992 году, а также снялась в ряде телефильмов и появилась в таких сериалах как «Вавилон-5» и «Воздействие». Она родилась в Нью-Йорке и на протяжении многих лет состоит в отношениях с продюсером Марком Вискерманом.